# كأس الكؤوس الأوروبية 1962–63
كأس الكؤوس الأوروبية 1962–63 هو الموسم 3 من  كأس الكؤوس الأوروبية. أقيم خلال الفترة 5 سبتمبر 1962 وحتى 15 مايو 1963، والذي يشرف على تنظيمه الاتحاد الأوروبي لكرة القدم، وكان عدد الأندية المشاركة فيه  25، وفاز فيه توتنهام هوتسبير.

## نتائج الموسم
| المركز | فريق            | لعب | ف | ت | خ | له | عليه | ف.أ | نقاط | ملاحظة |
| ------ | --------------- | --- | - | - | - | -- | ---- | --- | ---- | ------ |
|        | توتنهام هوتسبير |     |   |   |   |    |      |     |      |        |